# Billy Davis junior
Billy Davis junior (* 26. Juni 1938 in St. Louis, Missouri) ist ein US-amerikanischer Musiker. Bekanntheit erlangte er als Mitglied der Band The 5th Dimension sowie im Duett mit seiner Ehepartnerin Marilyn McCoo.

## Leben und Karriere
Billy Davis junior wurde 1938 in St. Louis geboren, wo er bereits während seiner Zeit auf der High School in lokalen Bands sang. Während dieser Zeit lernte Davis auch seine späteren Bandkollegen kennen, die wie er allesamt nach Los Angeles zogen, um dort eine Karriere als Musiker zu machen. 1966 wurde er schließlich Mitglied in der im Jahr zuvor gegründeten Band The Versatiles, die sich später in The 5th Dimension umbenannten. 1967 hatte die Gruppe ihren ersten großen Erfolg mit der Single Up, Up and Away, die bei den Grammy Awards 1968 in fünf Kategorien ausgezeichnet wurde, darunter als Song des Jahres.

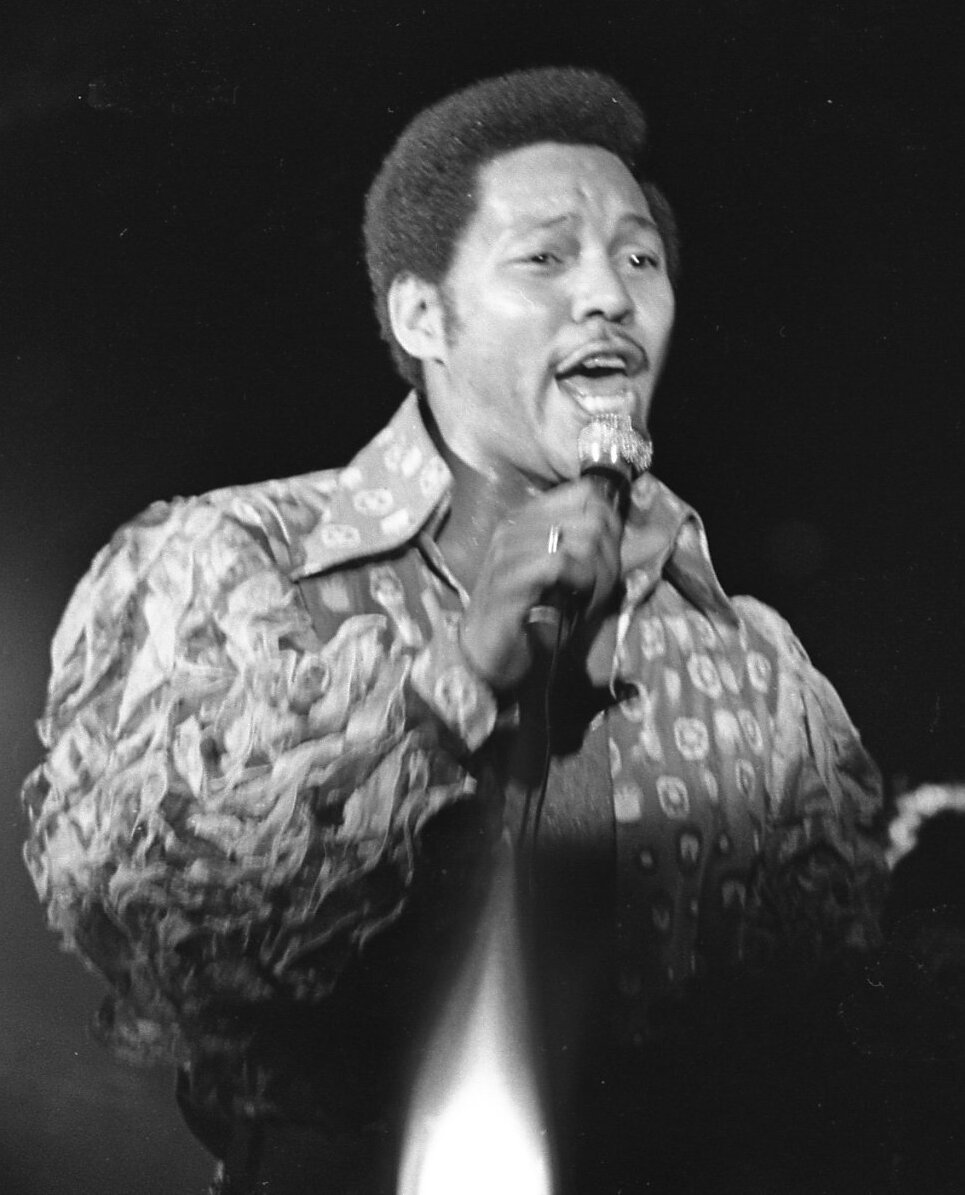
Davis bei einem Auftritt von The Fifth Dimension (1970)

1969 erreichte die Gruppe ihren größten Erfolg mit dem Medley Aquarius/Let the Sunshine In, das auf Platz eins der Billboard-Charts gelangte. Davis sang hierbei die männliche Solostimme im hinteren Teil des Medleys. Im selben Jahr konnte die Gruppe erneut einen Grammy-Award für den Song des Jahres gewinnen. Es folgten weitere Charterfolge, darunter mehrere Songs mit Davis als Leadsänger.
1975 verließ Davis gemeinsam mit Marilyn McCoo The 5th Dimension, um eine Solokarriere zu beginnen. Das Paar hatte bereits 1969 geheiratet. Das gemeinsame Debütalbum I Hope We Get to Love in Time erschien 1976. Die Singleauskoppelung You Don't Have to Be a Star (To Be in My Show) erreichte im Januar 1977 Platz eins der Billboard-Charts. Davis und McCoo erhielten hierfür einen Grammy-Award für die beste R&B-Aufnahme. Im Sommer 1977 moderierte das Paar seine eigene Fernsehshow mit dem Namen The Marilyn McCoo & Billy Davis Jr. Show. 1978 veröffentlichten Davis und McCoo die Single Saving All My Love for You, die 1985 durch eine Coverversion von Whitney Houston großen Erfolg erlangte.
1982 veröffentlichte Davis ein Gospelalbum mit dem Titel Let Me Have A Dream, das er gemeinsam mit dem Chor des Reverend James Cleveland aufgenommen hatte. In den folgenden Jahren trat Davis als Sänger in mehreren Musicals auf und war bei Aufnahmen anderer Musiker beteiligt. Er ist bis heute mit seiner Ehefrau Marilyn McCoo als Musiker aktiv und tritt mit ihr regelmäßig in Fernseh- und Talkshows auf.

## Diskografie

### Soloalben
- 1982: Let Me Have a Dream
- 1986: I’ve Been Thinking About You
- 1987: Party Line

### Mit Marilyn McCoo
- 1976: I Hope We Get to Love in Time (US: Gold)
- 1978: Marilyn and Billy
- 2008: The Many Faces of Love